# Ben Choud
Ben Choud (em árabe: بن شود) é uma cidade e comuna localizada na província de Boumerdès, Argélia. Segundo o censo de 2008, a população total da cidade era de 9 985 habitantes.